# Distretto di Kiphire
Il distretto di Kiphire è un distretto del Nagaland, in India, di 110 000 abitanti circa. Il capoluogo è Kiphire.